# USTA Womens Of Laguna Niguel
Lo USTA Womens Of Laguna Niguel è un torneo professionistico di tennis giocato su campi in cemento. Fa parte dell'ITF Women's Circuit. Si gioca annualmente a Laguna Niguel in USA.

## Albo d'oro

### Singolare
| Anno | Campionessa    | Finalista     | Punteggio |
| ---- | -------------- | ------------- | --------- |
| 2010 | Olivia Sanchez | Mandy Minella | 6–3 6–4   |

### Doppio
| Anno | Campionesse                           | Finaliste                     | Punteggio |
| ---- | ------------------------------------- | ----------------------------- | --------- |
| 2010 | Anastasija Pivovarova Laura Siegemund | Amanda Fink Elizabeth Lumpkin | 6–2 6–3   |